# Anna-Maria Sieklucka
Anna-Maria Sieklucka (phát âm là Sie-kloo-tska [ʂiɛklut͡ska], sinh ngày 31 tháng 5 năm 1992) là một nữ diễn viên và ca sĩ người Ba Lan, nổi tiếng với vai Laura Biel trong bộ phim truyền hình mang yếu tố nhạy cảm 365 Days năm 2020. Trước đó, cô đã xuất hiện trong một bộ phim truyền hình Ba Lan Na dobre i na złe vào năm 2019.

## Tiểu sử
Sieklucka sinh ra ở Lublin, thành phố lớn nhất ở miền đông Ba Lan. Cha cô, Jerzy Antoni Sieklucki, là một luật sư. Cô theo học tại khoa Wrocław của Học viện Nghệ thuật Sân khấu Quốc gia AST và tốt nghiệp vào năm 2018. Cô có thể nói thông thạo tiếng Ba Lan, tiếng Anh, tiếng Pháp và tiếng Đức.

## Sự nghiệp điện ảnh
Vào tháng 10 năm 2019, cô được chọn vào vai Aniela Grabek, một ngôi sao khách mời trong bộ phim truyền hình Ba Lan Na dobre i na złe, xoay quanh cuộc sống của các nhân viên y tế và bệnh viện. Bộ phim đầu tay của cô là vai Laura Biel (đóng cùng với nam diễn viên Michele Morrone) trong bộ phim khiêu dâm 365 Days, được công chiếu trên Netflix vào tháng 6 năm 2020. Cô ấy mô tả việc đóng phim này là một thử thách cực kỳ khó khăn và lúc đầu đã do dự khi nhận vai sau khi đọc kịch bản.

## Đời tư
Sieklucka hiện đang có mối quan hệ với giám đốc nhà hát Łukasz Witt-Michałowski, hơn cô 18 tuổi. Cặp đôi cư trú tại Warsaw.